# Alice Marques
Alice Marques (???) é uma professora, jornalista e escritora portuguesa. 

## Biografia
Formada em História e Jornalismo pela Universidade de Coimbra, é professora atualmente na Escola Secundária Calazans Duarte e na Escola Profissional e Artística da Marinha Grande, e colabora em várias publicações na imprensa local, de entre as quais o Jornal da Marinha Grande. 
É a autora do livro Mulheres de Papel - Representação do Corpo nas Revistas Femininas, pela editora Livros Horizonte, em que analisa exemplares das revistas femininas Cosmopolitan e Máxima em busca da representação da mulher na mídia. Alice Marques conclui que, como expôs numa entrevista para o Diário de Notícias, "há uma assimetria simbólica: os homens são mais valorizados por aquilo que fazem e as mulheres por aquilo que parecem".